# 京都府道246号宇治停車場線
京都府道246号宇治停車場線（きょうとふどう246ごう うじていしゃじょうせん）は、京都府宇治市を通る一般府道である。

## 概要
JR西日本奈良線 宇治駅から宇治市宇治の京都府道15号宇治淀線交点に至る。宇治市の表玄関にあたる府道。

### 路線データ
- 起点：宇治市宇治（JR西日本奈良線 宇治駅前）
- 終点：宇治市宇治（京都府道15号宇治淀線交点）

## 地理

### 通過する自治体
- 宇治市

### 交差する道路
| 交差する道路         | 交差する場所 | 交差する場所 |
| -------------------- | ------------ | ------------ |
| 京都府道15号宇治淀線 | 宇治         | 終点         |

### 沿線
- JR西日本奈良線 宇治駅
- 京都信用金庫 宇治支店